# Hejlov
Hejlov (835 m n.p.m.) –  wzniesienie w północno-środkowych Czechach, w Sudetach Zachodnich, na  Podgórzu Karkonoskim (czes. Krkonošské podhůří).

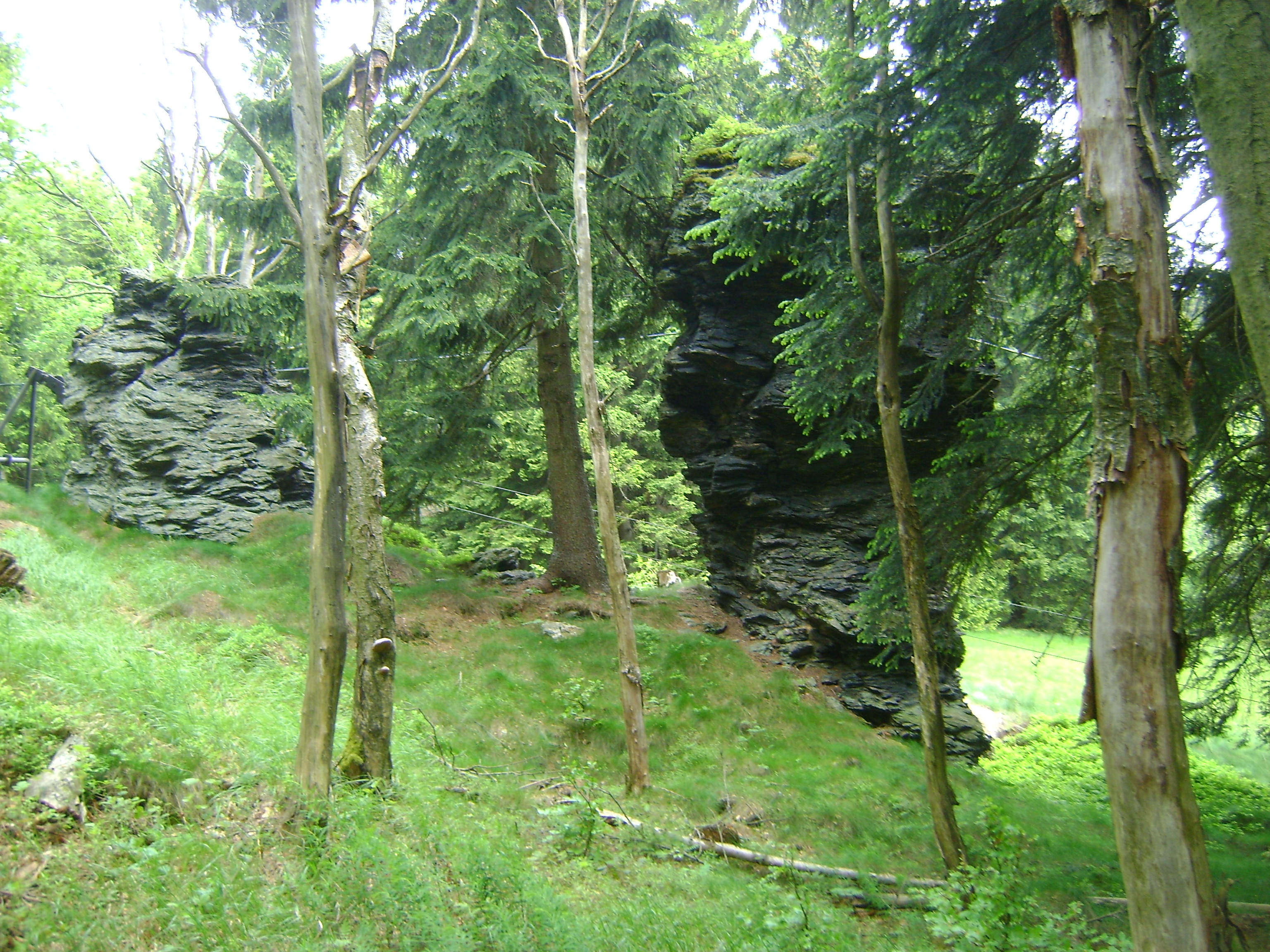
Skały na północno-zachodnim zboczu

## Położenie
Wzniesienie położone jest w południowo-środkowej części Podgórza Karkonoskiego, po południowej stronie od pasma Karkonoszy około 3,7 km na północny wschód od czeskiej miejscowości Jablonec nad Jizerou. 

## Charakterystyka
Hejlov jest najwyższym wzniesieniem Podgórza Karkonoskiego (czes. Krkonošské podhůří). Wyrasta w południowo – środkowej części podgórza w części o nazwie (czes.) Vysocká hornatina na obszarze czeskiego Karkonoskiego Parku Narodowego (czes.) Krkonošský národní park. Jest to  wzniesienie charakteryzujące się łagodnymi oraz stromymi zboczami, urozmaiconą rzeźbą i nieregularnym ukształtowaniem z wyraźnie zaznaczoną częścią szczytową. Wzniesienie ma kształt niewielkiego grzbietu rozciągającego się na kierunku NE-SW z kopulastym wierzchołkiem, wypiętrzającym się w partii szczytowej o kilka metrów ponad linię grzbietową.
Zbocza wzniesienia ponacinane dolinami potoków stromo opadają w kierunku dobrze wykształconych dolin rzecznych, które wyraźnie wydzielają wzniesienie. Zbocze wschodnie opada do doliny potoku Dušnícký p., zachodnie i północne schodzi w kierunku doliny potoku Františkovský p., południowo-zachodnie schodzi do dobrze wykształconej doliny Izery a zbocze północno-wschodnie dość łagodnie schodzi do dobrze wykształconego obniżenia oddzielającego od grzbietu (czes.) Vlčí hřeben.  
Wzniesienie zbudowane ze skał osadowych i krystalicznych górnego karbonu i dolnego permu, szczyt i zbocza wzniesienia pokrywa cienka warstwa młodszych osadów. W grzbietowej części góry po południowo-zachodniej i północno-wschodniej stronie od szczytu występują okazałe skałki, które w bezładzie zalegają wśród drzew. 
Partie szczytowe oraz częściowo zbocza porasta las iglasty z niewielką domieszką drzew liściastych. Południowe zbocze poniżej poziomu 830 m n.p.m.  zajmują pola uprawne i górskie łąki.
Wzniesienie góruje nad osadami, które położone są na zboczach wzniesienia: od wschodu nad Buřany, od zachodu nad Horní Dušnice od południa nad Františkov a od północy nad Bratrouchov.
Położenie wzniesienia, rozciągnięty kształt rozległy kopulasty szczyt czynią wzniesienie rozpoznawalnym w terenie. Zboczami wzniesienia trawersują liczne ścieżki i drogi leśne. Północno-wschodnim podnóżem wzniesienia prowadzi droga nr 294 Rokytnice nad Jizerou - Vítkovice. 
Wzniesienie zaliczane jest do Korony Sudetów Czeskich.

## Inne
- Na północno-zachodnim zboczu w części grzbietowej wzniesienia na poziomie 740–810 m n.p.m. znajduje się grupa skalna tworząca grzebień.
- Na zboczach wzniesienia położone są osady: Hejlov, Trejborec, Brno, Háskov, Bratrouchov, których rozproszone zabudowania podchodzą prawie pod sam szczyt.
- Hejlov  nie jest szczególnie atrakcyjnym wzniesieniem, kopuła wzniesienia jest bardzo wyrównana i porośnięta lasem świerkowym. Wierzchołek wraz z oznaczającym go reperem, oraz charakterystyczną tyczką znajduje się w lesie kilkadziesiąt metrów od drogi i trudno jest go odnaleźć wśród drzew.

## Turystyka
Szlaki turystyczne.
- - prowadzący północnym wschodnim podnóżem wzniesienia.
- - prowadzący  grzbietem od strony północno-wschodniej na szczyt wzniesienia.
- Na południowym zboczu kilka metrów poniżej szczytu znajduje się punkt widokowy stanowiący popularny punkt wycieczek.